# Water (песня Брэда Пейсли)
«Water» — песня американского кантри-певца и автора-исполнителя Брэда Пейсли, вышедшая 29 марта 2010 года в качестве четвёртого сингла с его 7-го студийного альбома American Saturday Night (2009). Авторами песни выступили Brad Paisley, Chris DuBois, Kelley Lovelace. Сингл получил золотой статус от Recording Industry Association of America.

## История
«Water» достиг позиции № 1 в американском хит-параде кантри-музыки Billboard Hot Country Songs (15-й чарттоппер певца в этом основном хит-параде жанра кантри-музыки), и позиции № 42 Billboard Hot 100.
Песня получила смешанные отзывы музыкальных критиков: Country Weekly, The Dallas Morning News, The Washington Post,.

## Музыкальное видео
Режиссёром музыкального видео выступил Jim Shea, а премьера состоялась 15 апреля 2010 на его сайте.

## Чарты

### Еженедельные чарты
| Чарт (2010)                         | Высшая позиция |
| ----------------------------------- | -------------- |
| Канада (Billboard Canadian Hot 100) | 54             |
| США (Billboard Hot 100)             | 42             |
| США (Billboard Hot Country Songs)   | 1              |

### Итоговые годовые чарты
| Чарт (2010)                  | Позиция |
| ---------------------------- | ------- |
| US Country Songs (Billboard) | 18      |

## Сертификации
| Страна | Сертификация |
| ------ | ------------ |
| США    | Gold         |